# Karl Richter (Politiker, 1962)

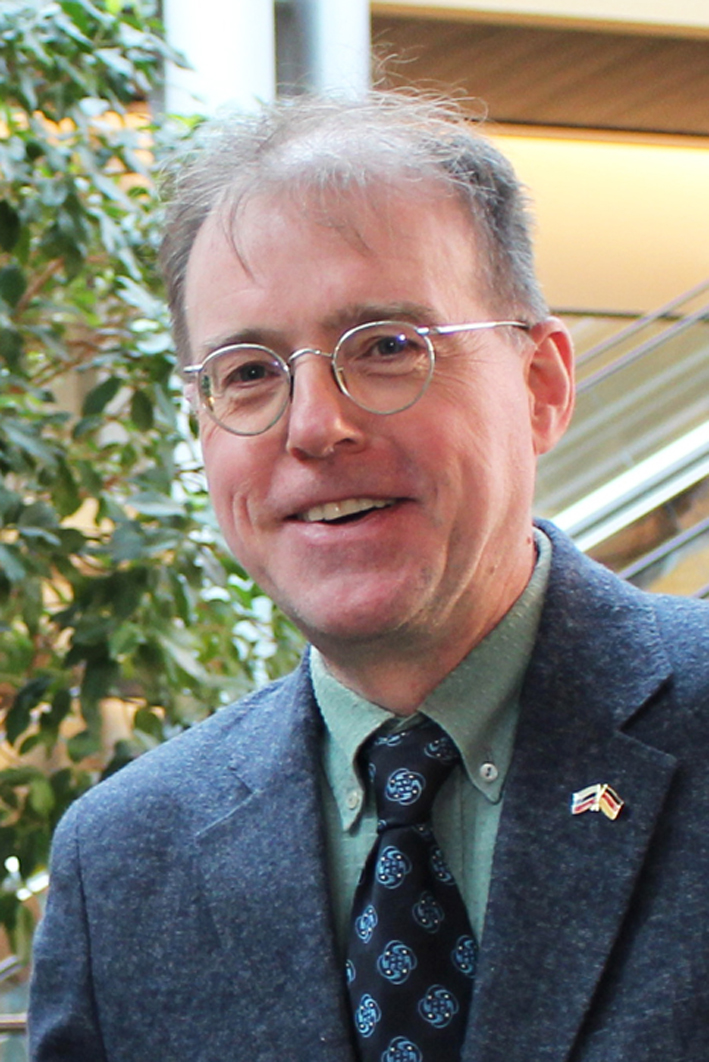
Karl Richter

Karl Richter (* 22. April 1962 in München) ist ein deutscher rechtsextremer Politiker (parteilos, ehemals Republikaner, NPD), Publizist und Autor. Er vertrat die Liste Bürgerinitiative Ausländerstopp München (BIA) von 2008 bis 2020 im Münchner Stadtrat.

## Leben

### Schulische Ausbildung und Studium
Nach dem Abitur am Münchner Luitpold-Gymnasium und abgeleistetem Wehrdienst studierte Richter Geschichte, Volkskunde, Sanskrit und Musikwissenschaft an der Ludwig-Maximilians-Universität München.

### Tätigkeit für die Bundeswehr als Reservist und Referent
Richter, der bis 1982 seinen Grundwehrdienst bei der Bundeswehr ableistete, nahm ab 2001 als aktiver Reservist in der Funktion eines Ausbilders beim Gebirgsjägerbataillon 233 in Mittenwald an Wehrübungen teil. Zuletzt im Dienstgrad eines Stabsunteroffiziers der Reserve, war der studierte Historiker außerdem im Verteidigungsbezirkskommando 65 „Oberbayern“ (München) für die politische Bildung tätig, u. a. führte er politische Seminare zum Thema „Rechtsextremismus“ durch. Ende 2003 wurde seine Reservistentätigkeit von Seiten der Bundeswehr unterbunden, nachdem der Militärische Abschirmdienst (MAD) nach Hinweisen des Bundesamtes für Verfassungsschutz (BfV) auf Richters rechtsextremistischen Hintergrund die zuständigen militärischen Dienststellen informiert hatte. Ein Sprecher des Bundesministeriums der Verteidigung äußerte, dass seinen Vorgesetzten bis dahin eine rechtsextremistische Gesinnung nicht aufgefallen sei. Der bayerische Landesvorstand des Verbandes der Reservisten der Deutschen Bundeswehr schloss Richter wegen dessen grundgesetzfeindlicher Tätigkeit für die rechtsextreme Bürgerinitiative Ausländerstopp 2010 aus.

### Sonstiges
In einem Zeitschriftenartikel unter dem Titel Eine Symbiose, die es niemals gab: „Christlich-jüdisches“ Erbe verbreitete Richter antisemitisches Gedankengut und schrieb von der „Infiltration des globalen ‚Weltgewissens‘ mit dem Holocaust-Dogma, die auf die weltweite Inthronisierung einer jüdischen Sonder-Identität zu Lasten jeder anderen nationalen Integrität hinausläuft.“
Für Schlagzeilen sorgte Richter 2004 durch seine Mitwirkung als Komparse am Spielfilm Der Untergang (2004), über die er in Heft 10/2004 des rechten Theorieorgans Nation & Europa berichtete. 2014 folgte ein weiterer Gastauftritt in der Kino-Satire Er ist wieder da.
Für die Anschläge im Juli 2011 in Norwegen, bei denen 77 Menschen ums Leben kamen, machte er nicht den Rechtsextremisten Anders Behring Breivik verantwortlich, sondern das politische System, das derartige Aktionen provoziere. Die Ermittlungen gegen die Zwickauer Terroristen des NSU stellt er auf eine Stufe mit Wohnungseinbrüchen osteuropäischer Banden; die Morde seien weniger in rechtsextremen Kreisen als vielmehr beim Verfassungsschutz geplant worden. Richter forderte das Aus für das geplante NS-Dokumentationszentrum in München, das ein „überflüssiges Millionengrab“ sei. Der Hitler-Attentäter Georg Elser ist in seinen Augen ein „Bombenleger mit heimtückischer Tötungsabsicht“. Richter hielt zeitweise Kontakt zu Martin Wiese. Während der COVID-19-Pandemie verbreitete Richter auf der NPD-Facebook-Seite Zukunftsszenarien, denen zufolge es „blutig“ werde und am Schluss „der Höllensturz des Regimes und seiner europäischen wie transatlantischen Hintermänner“ stehe (mit Letzteren sind in der Szene US-amerikanische Juden gemeint). Unter Bezugnahme auf den Schweizer Nationalfeiertag schrieb Richter zur Rechtfertigung rechtsextremer Aktionen der Selbstjustiz: „Not kennt kein Gebot, mögen Richter und Mediennutten auch von ‚Terrorismus‘ faseln […] Wir haben es selbst in der Hand, ob das Regime das letzte Wort behält – oder das Recht und die Freiheit freier Menschen. Daran erinnert uns heute die Tat des Wilhelm Tell.“ Nach dem russischen Überfall auf die Ukraine im Februar 2022 schrieb Richter auf seinem Facebook-Account, der „Westen und seine Marionetten in Kiew“ hätten den Krieg gewollt. Nicht nur das „Vasallenregime in Kiew“, sondern auch „seine Hintermänner im Westen, überhaupt die westliche Verbrecherordnung“ seien „reif zum Sturz“.

## Politik

### Politische Karriere 1989–2020
Von 1989 bis 1994 war Richter Referent für den Abgeordneten der Partei Die Republikaner (REP) im Europäischen Parlament und ehemaligen NPD-Funktionär (1969–1972, 1975–1980) Harald Neubauer. Als Neubauer Vorsitzender des bayerischen REP-Landesverbandes wurde, folgte Richter diesem als Pressesprecher.
Nachdem Neubauer im Juli 1990 nach innerparteilichen Richtungskämpfen mit dem damaligen Vorsitzenden der Republikaner Franz Schönhuber bei den Republikanern ausgeschlossen wurde, verließ auch Richter die REP und nahm auf Anfrage des damaligen Hauptschriftleiters und nachmaligen Herausgebers der Zeitschrift Nation und Europa (NE; 2009 eingestellt), Peter Dehoust, den Posten des Chefredakteurs der NE an. Im Oktober 1991 gründeten Neubauer, Richter und andere die Deutsche Liga für Volk und Heimat (DLVH). Karl Richter wurde noch im gleichen Jahr Chefredakteur des neuen Parteiorgans „Deutsche Rundschau“, das sich 1994 mit der bereits seit 1990 mit den Deutschen Monatsheften zusammengeschlossenen Zeitschrift „Nation und Europa“ vereinigte.
Außerdem war Richter von 1998 bis zu dessen Einstellung 2002 auch Chefredakteur des rechtsextremen Magazins Opposition. Danach war er im Redaktionsbeirat der von Gert Sudholt (Gesellschaft für Freie Publizistik) geleiteten und von der Verlagsgesellschaft Berg herausgegebenen Zeitschrift Deutsche Geschichte. Europa und die Welt tätig. Darüber hinaus veröffentlichte Richter in der Jungen Freiheit, in der der FPÖ nahestehenden Zeitschrift Die Aula, der Deutschen Stimme, dem von der NPD-Fraktion im Sächsischen Landtag herausgegebenen Theorieorgan hier und jetzt, dem vom Grazer Leopold-Stocker-Verlag herausgegebenen Vierteljahresmagazin Abendland sowie in zahlreichen anderen in- und ausländischen Publikationsorganen.
Nach dem Einzug der NPD in den Sächsischen Landtag 2004 war er Leiter des wissenschaftlichen Beraterstabes der Fraktion. Von 2004 bis 2020 war er Mitglied der NPD. Richter begründete seinen Austritt mit dem schlechten Abschneiden bei den letzten Wahlen und schrieb, die NPD sei „heute kein ernstzunehmender politischer Faktor mehr“. Von 2014 bis 2019 war Richter erneut parlamentarischer Referent am Europaparlament, diesmal für den NPD-Europaabgeordneten Udo Voigt.

### Mitgliedschaft im Münchner Stadtrat von 2008 bis 2020
Bei der Kommunalwahl in Bayern 2008 war Richter Spitzenkandidat der Bürgerinitiative Ausländerstopp in München und wurde als deren einziger Kandidat mit 1,4 Prozent zum Stadtrat gewählt.
Bei seiner Amtseinführung am 2. Mai beobachteten Mitglieder der CSU-Fraktion des Münchner Stadtrates, wie er bei seiner Vereidigung die rechte Hand zum Hitlergruß hob, und erstatteten daraufhin Anzeige. Erstinstanzlich wurde daraufhin Richter im August 2008 vom Münchner Amtsgericht zu einer Geldstrafe von 5.600 Euro verurteilt. Richters Verteidiger Sewarion Kirkitadse kündigte nach diesem Urteil Revision an. In der Revision im Juni 2009 wurde er schließlich zu einer Geldstrafe von 2.880 € verurteilt. Infolgedessen wurde Richter am 29. Juli 2009 erneut vereidigt, da der erste Eid wegen der rechtskräftigen Verurteilung seine Gültigkeit verloren hatte.
Richters Anträge im Stadtrat wurden von den übrigen Parteien grundsätzlich geschlossen abgelehnt, seine Redebeiträge ignoriert. So gelinge es nach Auskunft des seinerzeit amtierenden Oberbürgermeisters Christian Ude „der NPD überhaupt nicht […], ein rechtsradikales Spektakel zu veranstalten“.
Von Frühjahr 2008 bis Januar 2014 war Karl Richter zudem Chefredakteur der NPD-Parteizeitung Deutsche Stimme.
Bei der Landtagswahl in Bayern 2008 trat er erfolglos für die NPD im Stimmkreis München-Ramersdorf (Wahlkreis Oberbayern) an.
Beim Bundesparteitag der NPD im April 2009 in Berlin wurde Richter zum stellvertretenden Bundesvorsitzenden gewählt.
Bei den Kommunalwahlen in Bayern 2014 in München kandidierte Richter erneut als Oberbürgermeister und für den Münchener Stadtrat. Während er mit 0,4 Prozent als OB-Kandidat scheiterte, erreichte er mit 0,7 Prozent der abgegebenen Stimmen erneut ein Mandat im Kommunalparlament. Im Jahr 2016 sprach Richter mehrfach als Redner bei Kundgebungen des Münchner Pegida-Ablegers.
Bei den Kommunalwahlen in Bayern 2020 erreichte die BIA lediglich 0,2 Prozent; Richter verlor damit sein Stadtratsmandat.

## Publikationen
- Richard Wagner. Visionen (Werk, Weltanschauung, Deutung). Arun-Verlag, Vilsbiburg 1993, ISBN 3-927940-05-4.
- Richard Wagner (= Eckartschriften 145), Hrsg. Österreichische Landsmannschaft, Wien 1995
- Ein Ende in Sankt Petersburg. Drei Geschichten. Brienna-Verlag, München 1996, ISBN 3-9803875-3-4.
- Tödliche Bedrohung USA. Waffen und Szenarien der globalen Herrschaft. Hohenrain-Verlag, Tübingen 2004, ISBN 3-89180-071-1
- [Unter dem Pseudonym „Karl Horten“:] Stoppt endlich den Corona-Irrsinn! Wie Politik und globale Eliten unsere Zukunft zerstören – und was wir dagegen tun können. kr buch + text, München 2021, ISBN 978-3-00-069883-5